# ユージン・ニューマン・パーカー
ユージン・ニューマン・パーカー（Eugene Newman Parker, 1927年6月10日 - 2022年3月15日）は、アメリカ合衆国の宇宙物理学者・太陽物理学者である。1958 年に太陽風の存在を理論的に予言したことで有名である。他にも現在の太陽物理学の土台となる様々な理論的アイデアを創出した。
ミシガン州立大学、カリフォルニア工科大学で学び、ユタ大学を経てシカゴ大学の教授となった。
2018年8月に打ち上げられたアメリカ航空宇宙局 (NASA) ・ジョンズ・ホプキンス大学応用物理研究所 (APL) の太陽探査機は、彼の業績を記念して「パーカー・ソーラー・プローブ」と名付けられた。

## 業績

### 黒点形成の根本的な仕組みの発見 (磁束管浮上の理論的発見, 1955 年)[5]
対流層の底で形成された磁束管 (磁力線の束) には磁気浮力という力が働き、太陽表面まで上昇せねばならないことを理論的に示した。そのような磁束管が太陽表面から大気に顔を出した領域が黒点であることが現在では分かっている。

### 太陽ダイナモ理論への貢献 (α 効果の理論的発見, 1955 年)[7]
黒点に代表される太陽磁場の起源は現在も未解決の謎である(太陽ダイナモ問題)。1950 年代の太陽ダイナモ研究は、1934 年にカウリングによって提出された反ダイナモ定理を克服できずにいた。パーカーはコリオリの力を考えることでこの問題への解決策を提案した (α 効果)。このアイデアは現在では αΩ ダイナモと呼ばれ、太陽ダイナモの有力な候補のひとつである。

### 太陽フレアを生む物理機構の考案 (磁気リコネクションモデルの確立, 1957 年)[10]
スウィートの考案した太陽フレアの発生原理に対する考察を進め、磁気リコネクションの基本的なモデル (スウィート・パーカーモデル) を考案した。磁気リコネクションとは磁力線のつなぎ変えに伴って大きなエネルギーを解放する現象であり、太陽フレアがこの物理機構によって起きていることはほぼ確実であると現在では考えられている。

### 太陽風の理論的予言 (1958 年)[13]
ビアマンは 1951 年、太陽とは反対方向になびく彗星の尾に関する考察から、太陽から彗星に向かう何かしらの流れがあると推測した。このような背景の下に、パーカーは 1958 年、高温高圧の太陽コロナからは、惑星間空間に向かって常に物質が噴き出している可能性があることを理論的に示した。太陽風と名付けられたこの現象は、1962 年に打ち上げられた金星探査機マリナー 2 号などによって、宇宙空間で実際に観測された。現在はパーカーの考案したモデルだけでは太陽風の性質を説明できないことが分かっており、太陽風の発生機構は未だに解明されていない。
太陽の磁場を帯びた太陽風が太陽自転の影響でらせん状の磁場をつくる現象はパーカー・スパイラル (Parker spiral) と呼ばれる。

### 宇宙に存在する磁場の基本的な性質についての考察
パーカーは磁束管 (磁力線の束) の基本的な性質に関する様々な研究を行っている。例えば、1966 年に星間ガス雲の形成の文脈で考案された理論は、現在ではパーカー不安定と呼ばれている。宇宙に存在する磁場が起こすダイナミクスを記述する理論をまとめた本も執筆している。

### コロナ加熱問題に対する仮説の提唱 (ナノフレア仮説, 1979[19], 1988 年[20])
太陽コロナは 100 万度の高温である。これは太陽表面 (約 6000 度) よりずっと高い。コロナがどのようにしてこの温度を保っているのかは太陽物理学における未解決の謎のひとつである。パーカーは 1970 年代に発表した磁場の平衡状態に関する理論を基に、この問題に対する仮説を提唱した。コロナに存在する磁力線は複雑に絡まっており、それらがつなぎ変わってほぐれる過程 (ナノフレア) で発生する熱によってコロナが加熱されているという説である。この説の検証は現在も行われている。

## 受賞歴
- ヘンリー・ノリス・ラッセル講師職（1969年）
- ジョージ・エラリー・ヘール賞 （アメリカ天文学会太陽物理学部門）（1978年）
- アメリカ国家科学賞（1989年）
- ウィリアム・ボウイ・メダル（1990年）
- 王立天文学会ゴールドメダル（1992年）
- ブルース・メダル（1997年）
- 京都賞基礎科学部門（2003年）
- クラフォード賞（2020年）